# Joselyn Chacón Madrigal
Joselyn María Chacón Madrigal (Hospital, San José, 25 de julio de 1991) es una médica y política costarricenseque se desempeñó como ministra de Salud Pública de Costa Rica durante la administración de Rodrigo Chaves Robles, del 8 de mayo del 2022 al 7 de febrero de 2023.

## Biografía

### Primeros años y formación
Nació del matrimonio entre José Chacón Sibaja y Aida Madrigal García el 19 de agosto de 1962, siendo la segunda de dos hijos. Cursó la secundaria en el Liceo Académico de Puriscal y se licenció en Medicina y Cirugía en la Universidad Latina de Costa Rica en el año 2017. Un año más tarde obtuvo la maestría en administración de servicios de salud en la Universidad Santa Lucía y en el 2020 obtuvo un diplomado en gerencia de la calidad de la atención hospitalaria de la Universidad Centroamericana de Gestión Pública.

### Carrera
Chacón fue estudiante del internado rotatorio de 2016 en el Hospital Monseñor Sanabria de Puntarenas en el área de cirugía y de medicina interna; en la Clínica San Rafael de Puntarenas en el campo de medicina familiar y comunitaria; y en ginecología, obstetricia y pediatría en el Hospital San Rafael de Alajuela.
El servicio social de 2017 a 2018 lo llevó a cabo como médico general en el EBAIS de Paracito de Moravia y de julio a noviembre de 2018 fue médico general en el Área de Salud Goicoechea 2. De noviembre de 2018 al 2019 fue asistente médico administrativo de la Dirección General del Hospital México; y del 2019 al 2022 fue médico asistente en el Departamento de la Jefatura de Hemato-Oncología y Radioterapia de ese hospital.
Fue candidata a diputada del Partido Progreso Social Democrático por el quinto lugar de la provincia de San José en las elecciones generales del 2022 y al no resultar electa asumió la jefatura de campaña de Rodrigo Chaves Robles para la segunda ronda electoral.

## Gestión como ministra
Tras la victoria en el balotaje, Chacón fue nombrada ministra de Salud Pública y asumió funciones el 8 de mayo de 2022. Ese mismo día durante la primera conferencia de prensa del nuevo gobierno anunció la firma de decretos para eliminar la obligatoriedad de la mascarilla y la vacunación contra COVID-19. El anuncio fue criticado pues una modificación a la obligatoriedad de la vacunación debía ser adoptada por la Comisión Nacional de Vacunación y Epidemiología (CNVE), la cual no había tomado esa decisión. Los decretos fueron retenidos hasta la madrugada del 11 de noviembre y una vez publicados en el diario oficial se constató que se mantenía la obligatoriedad de la vacunación.
Durante su paso por el Ministerio de Salud promulgó un decreto para la homologación de medicamentos con el fin de bajar su costo para los consumidores; y un decreto para la importación paralela de medicamentos y productos de interés sanitario; así como un decreto para la fortificación del arroz.También promulgó decretos para la disminución de lista de espera de mamografías en la Caja Costarricense de Seguro Social (CCSS) y otro para declarar de interés público una estrategia nacional de salud digital.

### Renuncia
Chacón renunció como ministra de Salud alegando «motivos personales y de fuerza mayor» el 7 de febrero de 2023. Ese mismo día la Fiscalía General de la República había pedido a la Asamblea Legislativa una copia certificada de un acta legislativa en la cual la funcionaria reconoció bajo la fe y la gravedad del juramento haber pagado a un trol para «lastimar» a tres medios de comunicación.